# The Real Group
The Real Group è un gruppo vocale a cappella che ha base a Stoccolma, in Svezia. La maggior parte delle loro canzoni è composta o arrangiata dai membri stessi del gruppo.

## Storia del gruppo
La prima formazione di The Real Group nasce nel 1984, quando i cinque membri fondatori studiavano alla Kungliga Musikhögskolan di Stoccolma, la Reale Accademia di Musica svedese. Dopo essersi diplomati con il massimo dei voti. Il nucleo originario del gruppo comprendeva Margareta Bengtson, Katarina Henryson, Anders Edenroth, Peder Karlsson e Anders Jalkéus. Durante i periodi in cui Margareta Bengtson e Katarina Henryson erano in congedo di maternità sono state sostituite da Johanna Nyström, che è poi diventata membro ufficiale del gruppo dal 2006, quando Margareta Bengtson ha preferito dedicarsi alla carriera di solista. Nel 2008, incinta, Johanna Nyström è stata sostituita definitivamente da Emma Nilsdotter, che a sua volta, durante i suoi due periodi di maternità, è stata sostituita temporaneamente da Kerstin Ryhed Lundind. Nel 2010 Peder Karlsson ha preferito dedicarsi al progetto The Real Group Academy e Morten Vinther Sørensen ha preso il suo posto. Nel 2015, Anders Jalkéus, storico basso, lascia il gruppo e viene sostituito da Jānis Strazdiņš.
Il 19 gennaio 2016 Katarina Henryson ha annunciato di voler lasciare il gruppo per dedicarsi ad altri progetti musicali. Contemporaneamente ha anche presentato Lisa Östergren, che la sostituirà, a partire dall'estate 2016, nella parte del contralto.
The Real Group ha più volte cantato in concerto con il gruppo finlandese Rajaton, dando vita a un progetto di collaborazione musicale che ha preso il nome di LevelEleven (dal numero di cantanti coinvolti, ovvero i cinque di The Real Group e i sei di Rajaton).

## Membri

### Organico attuale
- Emma Nilsdotter - soprano (dal 2008)
- Katarina Henryson - contralto (dal 1984)
- Anders Edenroth - tenore (dal 1984)
- Morten Vinther Sørensen - baritono (dal 2010)
- Jānis Strazdiņš - basso (dal 2015)

### Ex membri
- Margareta Bengtson - soprano (1984-2006)
- Johanna Nyström - soprano (2006-2008)
- Peder Karlsson - baritono (1984-2010)
- Anders Jalkéus - basso (1984-2015)

### Membri temporanei
- Kerstin Ryhed Lundind - soprano

## Discografia
| Data di uscita    | Titolo                                   | Note |
| 1987              | Debut                                    | Tredici tracce: tre in svedese, dieci in inglese. L'album è stato registrato per mezzo di un solo microfono. |
| 1989              | Nothing But the Real Group               | Dodici tracce: tutti i brani sono in inglese. |
| 1991              | Röster                                   | Dodici tracce: tutti i brani sono in svedese. |
| 1994              | Varför får man inte bara vara som man är | Una compilation destinata al mercato europeo. |
| 1995              | Unreal                                   | Quattordici tracce: dieci in inglese, due in svedese, due senza testo. Una compilation destinata inizialmente al mercato statunitense. |
| 1996              | Ori:ginal                                | Dodici tracce: tutti i brani sono in svedese. |
| 1996              | Get:real                                 | |
| 19 marzo 1996     | Live in Stockholm                        | Dodici tracce: dieci in inglese, una in svedese, una senza testo. L'album è stato pubblicato in Svezia con il nome jazz:live. Tutti i brani sono registrati dal vivo. |
| 1997              | En riktig jul                            | Tredici tracce: tutti i brani sono in svedese. Il titolo significa "Un vero Natale". |
| 1998              | One for All                              | Sedici tracce, una delle quali è in svedese e accompagnata dall'armonica di Toots Thielemans. |
| 2000              | Commonly Unique                          | Tredici tracce: tutti i brani sono in inglese. |
| 2001              | Allt det bästa                           | Venti tracce: otto tracce sono in inglese, dieci in svedese, una in spagnolo, una senza testo. Tre brani sono registrazioni dal vivo. Il titolo significa "Tutto il meglio": l'album è una raccolta dei miglio brani del gruppo. Quattro tracce sono inedite. |
| 2002              | Stämning                                 | Ventidue tracce: tutto i brani sono in svedese. Album di brani popolari svedesi, adattati per corso secondo lo stile del gruppo. Le registrazioni sono state effettuate senza overdubbing e dirette dal direttore di coro svedese Eric Ericson. |
| 26 settembre 2002 | The Best - Tour Souvenir Album           | |
| 2003              | Julen er her                             | Quindici tracce: tre brani sono in inglese, nove in svedese, due in norvegese, una senza testo. Quattro brani sono registrazioni dal vivo. È inclusa una ripresa video del brano Clown of the Jungle, arrangiamento a cappella dell'omonimo cortometraggio Disney. Titolo norvegese che significa "Il Natale è arrivato". |
| 12 giugno 2003    | The Real Thing                           | Tredici tracce: cinque in svedese, otto in inglese. Due soli brani inediti: due nuove registrazioni di Dancing Queen e di Song from the snow, create per un film coreano. È inoltre incluso un secondo disco contenente video. |
| 2005              | In the Middle of Life                    | Tredici tracce: dodici in inglese e una senza testo. La versione dell'album destinata al mercato coreano contiene due tracce addizionali in inglese. |
| 25 giugno 2008    | Håll musiken i gång                      | Nove tracce, tutte in svedese, tre delle quali già pubblicate in precedenza. L'album è un tributo all'intrattenitore svedese Povel Ramel, a lungo sostenitore del The Real Group. The Real Group ha ricevuto nel 2002 il Karamelodiktstipendiet, una borsa di studio istituita da Ramel. Dell'album va ricordato l'ultimo brano, Konditori Forgätmigej, scritto da Anders Edenroth secondo il tradizionale stile di composizione di Povel per omaggiarlo. In occasione della registrazione di tale brano Margareta Bengtson si è straordinariamente riunita al gruppo. |
| 16 settembre 2009 | The Real Album                           | Dodici tracce: dieci in inglese e due senza testo. |
| 2012              | The World for Christmas                  | Tredici tracce: sette in inglese, quattro in svedese e due senza testo. Contiene la canzone originale, composta e arrangiata da Anders Edenroth, The World for Christmas, eseguita in quattro. |
| 2013              | Live in Japan                            | Quindici tracce: dieci in inglese, cinque senza testo. Registrato dal vivo nell'aprile 2013 ai jazz club Billboard di Osaka e Tokyo. Due dei brani, Catching the Big Fish e Lucky Luke, sono scritti da Morten Vinther Sørensen. |
| 2015              | Three Decades of Vocal Music             | Ventuno tracce: un insieme di tutti i maggiori successi e più bei ricordi di trent'anni di carriera. Il cd contiene vecchie registrazioni, come Mister Father, The Christmas Oratorio e Thousand Things, e nuovi brani, quali Scandinavian Shuffle, omaggio agli Swe-Danes, e Mu Ruokto Lea Mu Vaimmus, una poesia in lingua sami del poeta Nils-Aslak Valkeapää, musicata da Svante Henryson. |

## Premi
- Contemporary A Cappella Recording Awards (CARAs):
  - 1995: Best Contemporary Cover (Miglior cover contemporanea): "Dancing Queen" da Varför får man inte bara vara som man är
  - 1995: Best Jazz Song (Miglior Brano Jazz): "Flight of the Foo-Birds" da Varför får man inte bara vara som man är
  - 1996: Best Female Vocalist (Miglior cantante donna): Margareta Bengtson
  - 1997: Live Album of the Year (Album live dell'anno): Live in Stockholm
  - 1997: Best Original Pop Song (Migliore canzone pop originale): Jag Vill Va Med Dig
  - 1997: Best Jazz Song: Waltz for Debby
  - 1997: Best Female Vocalist: Margareta Bengtson
  - 1998: Best Holiday Album: En riktig jul
  - 2003: Best Classical Album (Miglior album classico): Stämning
  - 2003: Runner Up for Best Classical Song: "En vänlig grönskas rika dräkt" da Stämning
  - 2004: Best Holiday Album: Julen er her
  - 2004: Best Holiday Song: "Hark, the Herald Angels Sing" da Julen er her
- Altri premi:
  - 2002 Karamelodiktstipendiet, premio annuale dato a personalità dello spettacolo svedesi da Povel Ramel.